# César Azpilicueta
César Azpilicueta Tanco (wym. [ˈθe̞saɾ ˌaθpiliˈkwe̞ta] lub [ˈse̞saɾ ˌaspiliˈkwe̞ta]; ur. 28 sierpnia 1989 w Zizur Mayor) – hiszpański piłkarz występujący na pozycji obrońcy w hiszpańskim klubie Atlético Madryt oraz w reprezentacji Hiszpanii.

## Kariera klubowa
Karierę piłkarską rozpoczął w Osasunie. W sezonie 2006/2007 regularnie występował w jej drugim zespole – zagrał w 24 meczach i strzelił gola w spotkaniu z U.E. Lleida, zapewniając zwycięstwo 1:0. 14 marca 2007 roku zadebiutował w pierwszej drużynie w wygranym 1:0 pojedynku Pucharu UEFA z Rangers, natomiast po raz pierwszy w Primera División zagrał 8 kwietnia w przegranym 0:2 meczu z Realem Madryt. Latem 2007 roku wywalczył miejsce w podstawowym składzie Osasuny i przez następne trzy lata regularnie występował w jej barwach w hiszpańskiej ekstraklasie.
21 czerwca 2010 podpisał kontrakt z Olympique Marsylia. W nowym zespole zadebiutował 28 lipca w wygranym po serii rzutów karnych meczu o Superpuchar Francji z Paris Saint-Germain. W sezonie 2010/2011 pełnił funkcję rezerwowego, natomiast w kolejnych rozgrywkach (2011/2012) stał się podstawowym graczem zespołu (w lidze rozegrał 30 spotkań). Strzelił także pierwszego gola w Ligue 1 – 13 maja 2012 roku zdobył bramkę w wygranym 3:0 meczu z AJ Auxerre. Ponadto w 2011 roku wraz z Marsylią ponownie zdobył Superpuchar kraju, natomiast w 2011 i 2012 wywalczył Puchar Ligi Francuskiej. W latach 2010–2012 w barwach francuskiego klubu regularnie grał również w rozgrywkach Ligi Mistrzów – m.in. na przełomie marca i kwietnia 2012 wystąpił w dwumeczu 1/4 finału z Bayernem Monachium.
24 sierpnia 2012 roku został zawodnikiem Chelsea. 29 października 2013 roku zdobył swojego pierwszego gola w barwach Chelsea w meczu z Arsenalem w rozgrywkach o Puchar Ligi. W 2021 roku wygrał Ligę mistrzów, Superpuchar Europy i Klubowe mistrzostwa świata 

## Kariera reprezentacyjna
W 2007 roku wraz z reprezentacją Hiszpanii do lat 19 uczestniczył w mistrzostwach Europy w Austrii – w meczu grupowym z gospodarzami turnieju (2:0) strzelił gola, zaś w wygranym 1:0 spotkaniu finałowym z Grecją wystąpił w podstawowym składzie. Rok później brał udział w mistrzostwach Starego Kontynentu U-19 w Czechach, natomiast w 2009 wystąpił w mistrzostwach Europy do lat 21 w Szwecji – rozegrał dwa mecze, zaś Hiszpanie odpadli w fazie grupowej. Również w 2009 roku uczestniczył w mistrzostwach świata do lat 20 w Egipcie. W turnieju tym był podstawowym zawodnikiem – zagrał we wszystkich czterech meczach.
W maju 2010 roku został powołany przez selekcjonera seniorskiej reprezentacji Vicente del Bosque do szerokiej kadry na mistrzostwa świata w RPA; ostatecznie na afrykański turniej nie pojechał. W 2011 roku wraz z reprezentacją U-21 brał udział w mistrzostwach Europy w Danii, w których rozegrał jeden mecz, zaś Hiszpanie zdobyli złoty medal. W 2012 uczestniczył w igrzyskach olimpijskich – wystąpił jedynie w spotkaniu z Marokiem (0:0), natomiast hiszpańscy piłkarze odpadli z rywalizacji w fazie grupowej.
6 lutego 2013 zadebiutował w dorosłej reprezentacji w wygranym 3:1 towarzyskim meczu z Urugwajem.
W czerwcu 2014 roku, Azpilicueta znalazł się w kadrze Hiszpanii na Mistrzostwa Świata 2014 w Brazylii. Zagrał w dwóch pierwszych spotkaniach przeciwko Holandii oraz Chile.
Znalazł się w 23-osobowej kadrze narodowej na Mistrzostwa Świata 2018 w Rosji.

## Życie prywatne
Azpilicueta urodził się w Zizur Mayor w Nawarze, jako młodszy syn malarza Patxi Azpilicueta i nauczycielki Charo Tanco. W czerwcu 2015 r. poślubił swoją wieloletnią partnerkę Adrianę Guerendiain, para ma troje dzieci - dwie córki i syna. Jego starszy brat Juan Pablo również był piłkarzem na pozycji środkowego pomocnika, jednak w 2016 r. zakończył karierę.
W 2020 r. Azpilicueta ogłosił utworzenie własnej organizacji e-sportowej Falcons w porozomieniu z hiszpańskimi youtuberami Jose Antonio "Cacho01" Cacho oraz Jesusem "Delantero09" Rinconem, biorącą udział w turniejach FIFA, League of Legends, Valorant i Gran Turismo.

## Sukcesy

### Olympique Marsylia
- Puchar Ligi Francuskiej: 2010/2011, 2011/2012
- Superpuchar Francji: 2010, 2011

### Chelsea
- Mistrzostwo Anglii: 2014/2015, 2016/2017
- Puchar Anglii: 2017/2018
- Puchar Ligi Angielskiej: 2014/2015
- Liga Europy UEFA: 2012/2013, 2018/2019
- Liga Mistrzów UEFA: 2020/2021
- Superpuchar Europy UEFA: 2021
- Klubowe mistrzostwo świata: 2021

### Reprezentacyjne
- Wicemistrzostwo Pucharu Konfederacji: 2013
- Mistrzostwo Europy U-21: 2011
- Mistrzostwo Europy U-19: 2007

### Wyróżnienia
- Gracz roku w Chelsea: 2013/2014
- Drużyna sezonu Ligi Europy UEFA: 2018/2019